# Jules Joseph Kengen
Jules Joseph Kengen (Geulle, 20 januari 1910 – 17 februari 2001) was een Nederlands politicus.
Hij werd geboren als zoon van Joseph Hubertus Kengen (1864-1932, landbouwer) en Maria Helena Hubertina Ghijsen (1869-1950). J.J. Kengen begon zijn ambtelijke loopbaan als volontair in Itteren en in 1936 werd hij controlerend ambtenaar van de steunregeling bij de gemeente Gulpen. Later was hij werkzaam bij de gemeentesecretarie van Ulestraten en in 1939 maakte hij de overstap naar de gemeente Heer waar hij het zou brengen tot hoofdcommies. Kengen was van 1953 tot zijn pensionering in februari 1975 burgemeester van Hulsberg. Hij overleed in 2001 op 91-jarige leeftijd. 